# Riley McGree
Riley McGree (Gawler, 2 de noviembre de 1998) es un futbolista australiano que juega en la demarcación de centrocampista para el Middlesbrough F. C. de la EFL Championship.

## Selección nacional
Tras jugar en la selección de fútbol sub-17 de Australia y la sub-23, finalmente hizo su debut con la selección absoluta el 3 de junio de 2021 en un encuentro de clasificación para la Copa Mundial de Fútbol de 2022 contra Kuwait que finalizó con un resultado de 0-3 a favor del combinado australiano tras los goles de Jackson Irvine, Mathew Leckie y Ajdin Hrustic. Además disputó los Juegos Olímpicos de Tokio 2020.

### Goles internacionales
| # | Fecha               | Estadio                                                | Oponente | Gol | Resultado | Competición                                          |
| - | ------------------- | ------------------------------------------------------ | -------- | --- | --------- | ---------------------------------------------------- |
| 1 | 27 de enero de 2022 | Estadio Rectangular de Melbourne, Melbourne, Australia | Vietnam  | 4–0 | 4-0       | Clasificación para la Copa Mundial de Fútbol de 2022 |

## Clubes
| Club                           | País           | Año       | Partidos | Goles |
| ------------------------------ | -------------- | --------- | -------- | ----- |
| Adelaide United F. C. Youth    | Australia      | 2015-2016 | 27       | 1     |
| Adelaide United F. C.          | Australia      | 2016-2017 | 22       | 2     |
| Club Brujas                    | Bélgica        | 2017      | 0        | 0     |
| Newcastle Jets F. C. (cedido)  | Australia      | 2018      | 12       | 5     |
| Melbourne City F. C. (cedido)  | Australia      | 2018-2019 | 30       | 8     |
| Adelaide United F. C.          | Australia      | 2019-2020 | 28       | 13    |
| Charlotte F. C.                | Estados Unidos | 2020      | 0        | 0     |
| Birmingham City F. C. (cedido) | Inglaterra     | 2020-2022 | 30       | 3     |
| Middlesbrough F. C.            | Inglaterra     | 2022-     | 100      | 15    |